# Нічна зміна (фільм, 1982)
У Вікіпедії є статті про інші фільми з назвою Нічна зміна (фільм)
«Нічна зміна» (англ. Night Shift) — американська кінокомедія 1982 року режисера Рона Говарда. Головні ролі виконали Генрі Вінклер, Майкл Кітон та Шеллі Лонґ.

## Синопсис
Чак — скромний та спокійний хлопець, готовий витерпіти все — працює в міському морзі. Його сусідка Белінда — повія, сутенера котрої недавно вбили. Чак і його новий співробітник Білл вирішують зайнятися бізнесом загиблого. В результаті подальших пригод, Чак не тільки заробляє непогані гроші для себе і дівчат, але і переоцінює своє відношення до життя.

## У ролях
| Актор          | Роль              |
| -------------- | ----------------- |
| Генрі Вінклер  | Чак Ламлі         |
| Майкл Кітон    | Білл Блазейовські |
| Шеллі Лонґ     | Белінда Кітон     |
| Клінт Говард   | Джеффрі           |
| Шеннен Догерті | Блуберд           |
| Рон Говард     | саксофоніст       |
| Кевін Костнер  | член братства     |
| Джо Спінелл    | Манетті           |

## Нагороди та номінації
| Премія                                     | Категорія                                   | Номінант      | Результат |
| ------------------------------------------ | ------------------------------------------- | ------------- | --------- |
| Премія Товариства кінокритиків Канзас-Сіті | Найкращий актор другого плану               | Майкл Кітон   | Перемога  |
| «Золотий глобус»                           | Найкраща чоловіча роль — комедія або мюзикл | Генрі Вінклер | Номінація |